# Tian Yuan (haltérophile)
Dans ce nom, le nom de famille, Tian, précède le nom personnel.
Tian Yuan (née le 29 janvier 1990) est une haltérophile chinoise.
Elle a obtenu la médaille d'or lors des Championnats du monde d'haltérophilie 2011 à Paris. 

## Palmarès

### Championnats du monde
- Championnats du monde d'haltérophilie 2010 à Antalya
  -  Médaille de bronze en moins de 48 kg.

- Championnats du monde d'haltérophilie 2011 à Paris
  -  Médaille d'or en moins de 48 kg.

### Championnats d'Asie
- Championnats d'Asie d'haltérophilie 2011 à Tongling
  -  Médaille d'or en moins de 48 kg.

### Jeux olympiques de la jeunesse
- 2010 à Bucarest
  -  Médaille d'or en moins de 48 kg.